# Kristofer Steen
Martin Kristofer Steen, född 26 juni 1974 i Holmsund, Västerbotten, är en svensk musiker, filmare och operaregissör.
Han var gitarrist i hardcorebandet Refused under åren 1994–1998 och 2012. Han har även varit medlem i banden Abhinanda, Final Exit och TEXT.
Efter att ha utbildat sig till filmare i Los Angeles under tre år regisserade Steen 2006 dokumentärfilmen Refused Are Fucking Dead om bandets sista turné, där filmtiteln syftar tillbaka på låttiteln "Rather be Dead".  
2007–2009 läste han masterprogrammet i operaregi vid Operahögskolan i Stockholm.
Efter Refuseds återbildningsturné 2012 debuterade Steen som operaregissör med en ny uppsättning av Puccinis La Bohème på Norrlandsoperan i Umeå, med premiär 28 februari 2013. Steen gick vidare med att  regissera L'Orfeo på Wermland Opera 2014 och Rigoletto på Norrlandsoperan 2015.

## Teater

### Regi
| År   | Produktion                                         | Teater          |
| 2013 | La Bohème                                          | Norrlandsoperan |
| 2014 | L'Orfeo Claudio Monteverdi och Alessandro Striggio | Wermland Opera  |
| 2015 | Rigoletto Giuseppe Verdi                           | Norrlandsoperan |

### Fotnoter
1. ↑  ”Kristofer Steen”. Svensk Filmdatabas. http://sfi.se/sv/svensk-filmdatabas/Item/?type=PERSON&itemid=289896&ref=%2ftemplates%2fSwedishFilmSearchResult.aspx%3fid%3d1225%26epslanguage%3dsv%26searchword%3dkristofer+steen%26type%3dPerson%26match%3dBegin%26page%3d1%26prom%3dFalse. Läst 13 januari 2013.
2. ↑  ”Kristofer Steen”. Discogs.com. http://www.discogs.com/artist/Kristofer+Steen. Läst 13 januari 2013.
3. ↑  ”Refused-gitarrist gör debut som operaregissör”. svt.se. 28 november 2012. http://www.svt.se/kultur/musik/refused-gitarrist-gor-debut-som-operaregissor. Läst 25 februari 2013.
4. ↑  AB, Impera kommunikation. ”L'Orfeo”. www.wermlandopera.com. https://www.wermlandopera.com/evenemang/lorfeo/. Läst 12 april 2023.
5. ↑  ”L'Orfeo”. Wermland Opera. http://www.wermlandopera.com/evenemang/lorfeo. Läst 24 september 2015.
6. ↑  ”Storslaget mellan enkelhet och det makabra”. 2 oktober 2015. https://www.vk.se/2015-10-02/storslaget-mellan-enkelhet-och-det-makabra. Läst 12 april 2023.